# تویون (کالیفرنیا)
تویون (به انگلیسی: Toyon) یک منطقهٔ مسکونی در ایالات متحده آمریکا است که در شهرستان کالاوراس، کالیفرنیا واقع شده‌است. تویون ۳۰۱ متر بالاتر از سطح دریا واقع شده‌است.